# 浅野裕子
浅野 裕子（あさの ひろこ、1952年1月18日 - ）は、日本の小説家、エッセイスト、元作詞家、元女優。静岡県出身。本名同じ。

## 来歴
静岡英和学院大学在学中にスカウトされ、雑誌『装苑』や資生堂のCMなどモデルとして活動。26歳になってから文章を書く仕事を始め、1979年に「蘇える金狼のテーマ」で作詞家デビュー。テレビ朝日製作の音楽番組『ザ・ベストヒット'83』では、小林克也、ビートたけしと共に　司会を務めていた。

## 主な著作
- 今より輝く素肌になるため（マガジンハウス）
- 一週間で女を磨く本（幻冬舎）
- 素肌革命（三笠書房）
- 「きっと、うまくいく自分」に変わる本（三笠書房）
- 「男」のおしゃれ（三笠書房）
- 八月のシャネルスーツ（幻冬舎文庫）

## 作詞作品
- 麻生よう子「仕返し」「アタシが一番きれいだった頃」
- 伊藤つかさ「少女人形」「童話色」
- 甲斐智枝美「マーマレード気分」
- 郷ひろみ「タブー（禁じられた愛）」
- 狩人「女にかえる秋」
- 榊原郁恵「悲しみのダイアリー」「夕陽のサーファー・ガール」
- 沢田研二「マダムX」「世紀末ブルース」
- 根津甚八「まだ浅い別れ」
- 浜田朱里「さよなら好き」「愛はクロス坂」
- 前野曜子「蘇える金狼のテーマ」
- 百瀬まなみ「少女時代」「ハートは恋のサイズ」

## 出演

### テレビ
- ザ・ベストヒット'83 （テレビ朝日） - 司会

### 映画
- スローなブギにしてくれ（1981年） - 敬子 役